# Tjojr
Tjojr (Mongoliska: Чойр) är en stad i Mongoliet. Staden är centralort i Sümbers sum och huvudstad i Gobi-Sümbers Ajmag  i östra centrala delen av landet. Befolkningen i Tjojr uppgick 2000 till 8 983 invånare, en ökning från 4 500 år 1979.  Staden ligger på transmongoliska järnvägen, 250 kilometer sydost om Ulan Bator.